# Humberstonite
La humberstonite è un minerale.